# Csarnólak
Csarnólak (1899-ig Cserno-Lehota, szlovákul Čierna Lehota) község Szlovákiában, a Trencséni kerületben, a Báni járásban.

## Fekvése
Bántól 22 km-re északkeletre fekszik.

## Története
A települést a német jog alapján alapították a 14. század elején. 1389-ben „Cherna Lehota” néven említik először. 1398-ban malma és 34 háza volt. 1481-ben „Cherna Lyhota”, 1506-ban „Cherna Lehota” alakban szerepel a forrásokban. Az ugróci uradalom része volt. 1720-ban 2 malma és 14 adózója volt. 1784-ben 51 házában 78 családban 441 lakos élt.
A 18. század végén Vályi András így ír róla: „LEHOTA. Fekete, vagy Cserno Lehota. Tót falu Trentsén Várm. földes Urai G. Kolonich, és B. Zay Uraságok, lakosai katolikusok, fekszik Nagy Szlatinához közel, és annak filiája, határja középszerű, legelője, fája van, makkjok is hasznot hajt, de földgye néhol soványas.”
1828-ban 38 háza és 322 lakosa volt, akik főként mezőgazdasággal foglalkoztak.
Fényes Elek 1851-ben kiadott geográfiai szótárában így ír a faluról: „Lehota (Cserno). tót f., Trencsén vagy most A. Nyitra vmegyében, 357 kath., 25 zsidó lak. Az ugróczi uradalomhoz tartozik.”
A trianoni diktátumig Trencsén vármegye Báni járásához tartozott. Lakói állattartással, favágással foglalkoztak, valamint a közeli nagybirtkokon dolgoztak.
A második világháború idején támogatták a partizáncsoportokat. 1945. február 20-án a németek megszállták a falut, két lakost kivégeztek, 86 férfit fogságba hurcoltak.

## Népessége
| Év:            | 1994. | 2004.    | 2014.    | 2024.   |
| -------------- | ----- | -------- | -------- | ------- |
| Emberek száma: | 192   | 151      | 110      | 110     |
| Eltérés:       |       | -21,35 % | -27,15 % | -1,42 % |

| Év:            | 2023. | 2024.   |
| -------------- | ----- | ------- |
| Emberek száma: | 112   | 110     |
| Eltérés:       |       | -1,78 % |

1910-ben 530, túlnyomórészt szlovák anyanyelvű lakosa volt.
2001-ben 163 lakosából 162 szlovák volt.
2011-ben 131 lakosából 130 szlovák volt.